# Emerico Amari
Emerico Amari (ur. 10 maja 1810 r. w Palermo, zm. 20 września 1870 r. tamże) – włoski polityk, ekonomista, publicysta, prawnik, wydawca i pedagog. Jedna z ważniejszych postaci liberalnego ruchu politycznego podczas włoskiego Risorgimento. 

## Biografia
Urodzony w szlacheckiej rodzinie (ojciec - hrabia S. Adriano Mariano Salvatore Amari, poseł do parlamentu sycylijskiego w 1812 r., matka, Rosalia Bayardi, markiza S. Carlo.
Po ukończeniu Colasanzio College w Palermo Amari wstąpił na Uniwersytet w Palermo, gdzie uzyskał tytuł magistra prawa i ekonomii. Po pewnym czasie pracy jako prawnik zaczął zajmować się filozofią. Od 1836 r. regularnie publikował artykuły na tematy prawne i gospodarcze w liberalnym czasopiśmie Giornale de Statistica. Od 1841 do 1848 r. wykładał prawo karne na Uniwersytecie w Palermo, gdzie napisał Traktat o Teorii Postępu.
W czasie rewolucji w Palermo w 1848 r. został wybrany do parlamentu, gdzie został wiceprzewodniczącym. Brał udział w opracowywaniu nowej konstytucji Sycylii, został wysłany przez rząd rewolucyjny jako ambasador wraz z patriotami Giuseppe La Fariną i Francesco Ferrarą do Turynu, aby ofiarować koronę Sycylii księciu Genui. Kiedy w 1849 r. wojska Burbonów ponownie zajęły Palermo i przywróciły monarchię, Emerico Amari uciekł najpierw na Maltę, a następnie do Genui (Królestwo Sardynii), gdzie mieszkał przez 12 lat.
Podczas wygnania Amari prowadził długą korespondencję ze swoim wygnanym przyjacielem Francesco Ferrarą i współpracował z gazetami biznesowymi. Do tego okresu należy jego najważniejsze dzieło - Critica di una scienza delle legislazioni Comparate (Genua, 1857). W 1859 r. został profesorem filozofii historii w Instytucie Studiów Wyższych we Florencji (Istituto di studi superiore di Firenze).
W 1861 r. Emerico Amari został wybrany do pierwszego parlamentu Królestwa Włoch. Rok później, z powodu śmiertelnej choroby syna Enrico, próbował zrezygnować, ale jego wniosek został odrzucony. W 1867 r. został ponownie wybrany do parlamentu włoskiego, ale rok później ostatecznie opuścił parlament. W 1868 r. został wybrany do Rady Miejskiej Palermo, której pozostał członkiem aż do śmierci, spowodowanej nieznaną chorobą w dniu 20 września 1870 r. Po śmierci Amariego w jego rodzinnym mieście wzniesiono mu posąg, a jego imieniem nazwano jedną z centralnych ulic Palermo.